# Complexo Cultural Rampa
O Complexo Cultural Rampa, estilizado "Rampa – arte museu paisagem", é um centro cultural edificado às margens do Rio Potengi, em Natal, no estado do Rio Grande do Norte. O Complexo é formado por edificações destinadas a abrigar o Museu da Rampa, o Memorial do Aviador, o Grêmio da Rampa, além de outros espaços voltados à realização de eventos, exposições, cursos e oficinas.
O Complexo foi construído onde antes se localizava a Rampa, antiga estação de hidroaviões para transporte de passageiros e correspondências que teve papel fundamental durante a Segunda Guerra Mundial, quando Natal foi utilizada como base pelo Exército Estadunidense. A Rampa foi considerada um ponto estratégico em razão da posição geográfica que ocupa, considerada favorável às operações dos Estados Unidos durante o conflito.
O conjunto de edificações que compõe a Rampa foi construído entre as décadas de 1930 e 1940, alcançando maior notoriedade a partir dos anos 1940, quando começou a receber os primeiros hidroaviões de uso militar.